# Luraphaenops
Luraphaenops is een geslacht van kevers uit de familie van de loopkevers (Carabidae). De wetenschappelijke naam van het geslacht is voor het eerst geldig gepubliceerd in 1984 door Giordan.

## Soorten
Het geslacht Luraphaenops is monotypisch en omvat slechts de volgende soort:
- Luraphaenops gionoi Giordan, 1984